# Christian Gotthelf von Gutschmid

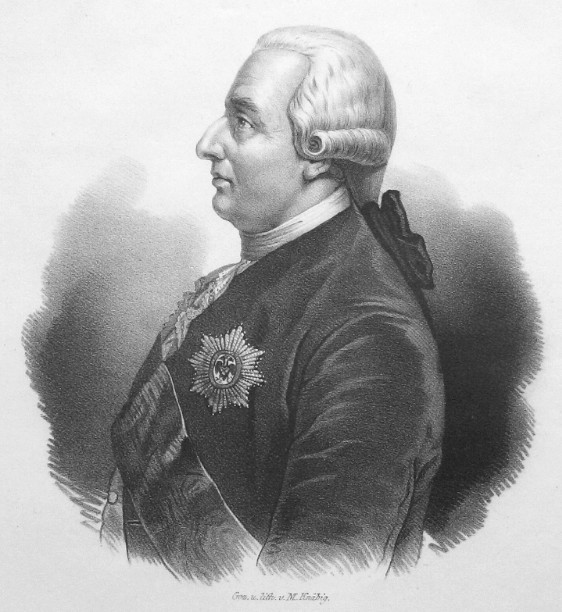
Christian Gotthelf von Gutschmid auf einem zeitgenössischen Stich

Christian Gottheld Guttschmid, seit 1765 Christian Gotthelf Freiherr von Gutschmid (* 12. Dezember 1721 in Kahren bei Cottbus; † 30. Dezember 1798 in Dresden), war ein kursächsischer Minister, Freiherr, sächsischer Theologe, Pädagoge und Politiker.

## Leben
Der Sohn eines Pfarrers studierte Theologie und später Jura. 1750 promovierte Gutschmid zum Dr. jur. mit einer Dissertation über den staatswirtschaftlichen Nutzen des freien Handels. Als Nachfolger Karl Ferdinand Hommels übernahm er 1756 an der Universität Leipzig die ordentliche Professur des Lehnrechts. Er war 1762 bis 1765 Direktor des Geheimen Archivs und – obwohl zumeist in Dresden lebend – von 1762 bis 1771 Bürgermeister von Leipzig. In Dresdens Leipziger Vorstadt ist seit 1900 im Scheunenhofviertel eine Straße nach ihm benannt. 1790 zum Kabinettsminister ernannt, veranlasste er in Sachsen mehrere  Reformen des Justizwesens, unter anderen die Abschaffung der Tortur. Ein Geschenk Kaiser Leopolds von 2000 Dukaten stiftete er als Stipendium für auf sächsischen Universitäten studierende Predigersöhne aus Österreich. Im Jahr 1776 gelangte er durch Erbschaft in den Besitz von Kleinwolmsdorf bei Radeberg.
Gutschmid hatte fünf Söhne, von denen sich Christian Friedrich, Gottlieb August, Johann Wilhelm und Christoph Sigismund später einen Namen machten. Er verstarb 1798 in Dresden und wurde auf dem Johanniskirchhof beigesetzt. Das Grab ist nicht erhalten.

## Schriften
- Christian Gotthelf Gutschmid: De favore commerciorum liber primus. Leipzig 1750.[2]